# Särna församling
Särna församling var en församling i Västerås stift och i Älvdalens kommun i Dalarnas län. Församlingen uppgick 2010 i Idre-Särna församling. 

## Administrativ historik
Församlingen har medeltida ursprung och på medeltiden utbröts Idre församling. Församlingen var upplöst mellan 24 december 1645 och 12 december 1651 och området ingick då i Älvdalens församling. Före 1645 ingick den i pastorat med Elverums församling i Norge. Mellan 1651 och 1 maj 1918 var församlingen moderförsamling i pastoratet Särna och Idre, för att därefter till 2006 utgöra ett eget pastorat. Från 2006 till 2010 ingick församlingen i pastoratet med Idre församling. Församlingen uppgick 2010 i Idre-Särna församling.

## Kyrkobyggnader
- Särna kyrka
- Särna gammelkyrka